# صلصة التوت الأزرق

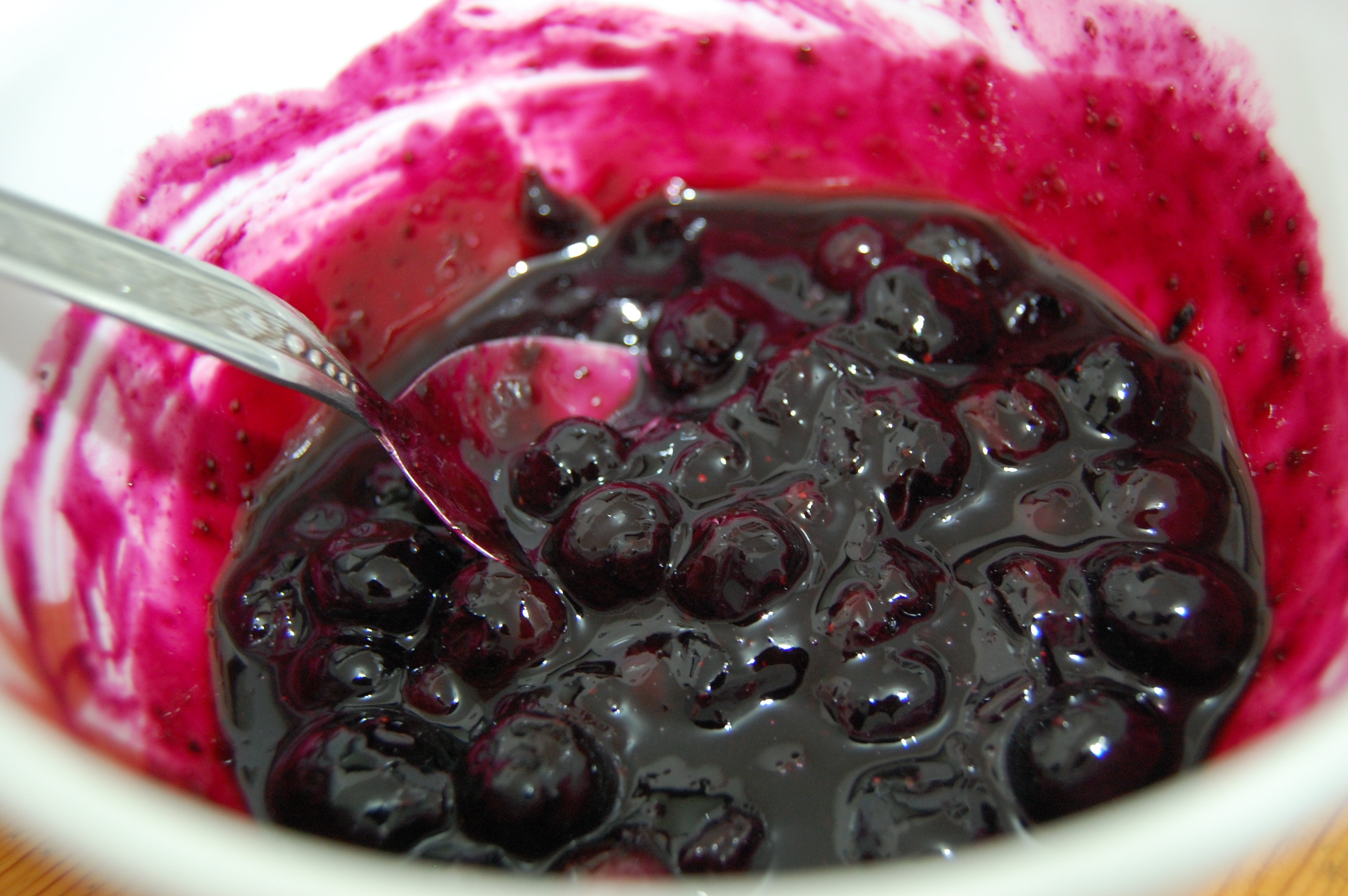
صلصة

## التحضير
لتحضير الصلصة يمكن استخدام التوت الأزرق الطازج أو المجمد، أو التوت البري في بعض الأحيان. يتم إعداد الصلصة عن عن طريق خلط المكونات باستخدام معالج الطعام أو الخلاط ومن ثم تسخينها حتى يقل حجمها وتزاد كثافتها. وقد تكون ناعمة أو مكتنزة الملمس. تُصفى الصلصة باستخدام الغربال لإزالة المواد الحبيبية للحصول على قوامٍ ناعم. ويمكن حفظها بواسطة التجميد لإستخدامها لاحقاً.

## الأطباق المالحة

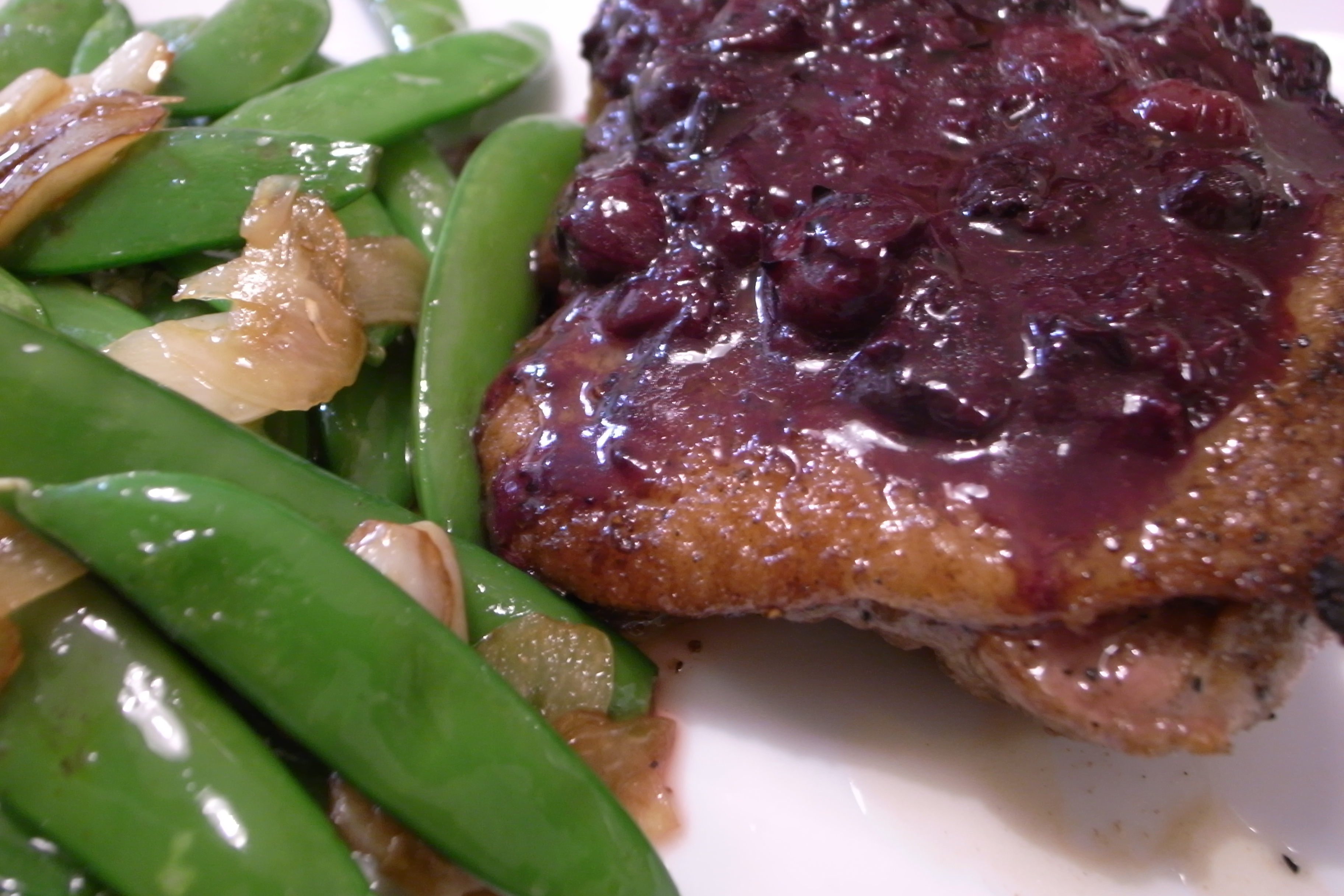
البط المشوي مع صلصة التوت الأزرق المتبلة.

صلصة التوت الأزرق المتبلة يمكن إعدادها بدون تحلية، أو مع كمية صغيرة من التحلية. والمكونات الإضافية المستخدمة في صلصة التوت الأزرق المتبلة يمكن أن تشمل خل التفاح، ومرق الدجاج، وعصير الليمون، والملح، والفلفل، ونشا الذرة. يتم استخدام صلصة التوت الأزرق المتبلة فوق العديد من الأطباق المالحة مثل الدجاج والضأن والبط. في بعض الأحيان تقدم صلصة التوت الأزرق في طبق جانبي منفرد، بدلاً من سكبها مباشرةً فوق الطعام.

## الأطباق الحلوة
يمكن استخدام صلصة التوت الازرق الحلوة كصلصة حلويات. المكونات الأِساسية لصلصة التوت الأزرق الحلوة هي التوت الأزرق والماء، وعادة ما يتم استخدام السكر كتحلية، وفي بعض الأحيان تتم إضافة عصير الليمون، وعصير البرتقال، والزبد، ونشا الذرة. كما يمكن إضافة القرنفل والقرفة والهيل، صلصة التوت الأزرق الحلوة يمكن إستخدامها في أو أعلى الحلويات مثل التشيز كيك، والكيك، والمثلجات، وأطباق الفطور مثل البان كيك، والوافلز، والخبز الفرنسي.

## استخدامات أخرى
يمكن استخدام صلصة التوت الأزرق في إعداد كوكتيل مارتيني التوت.

## معرض

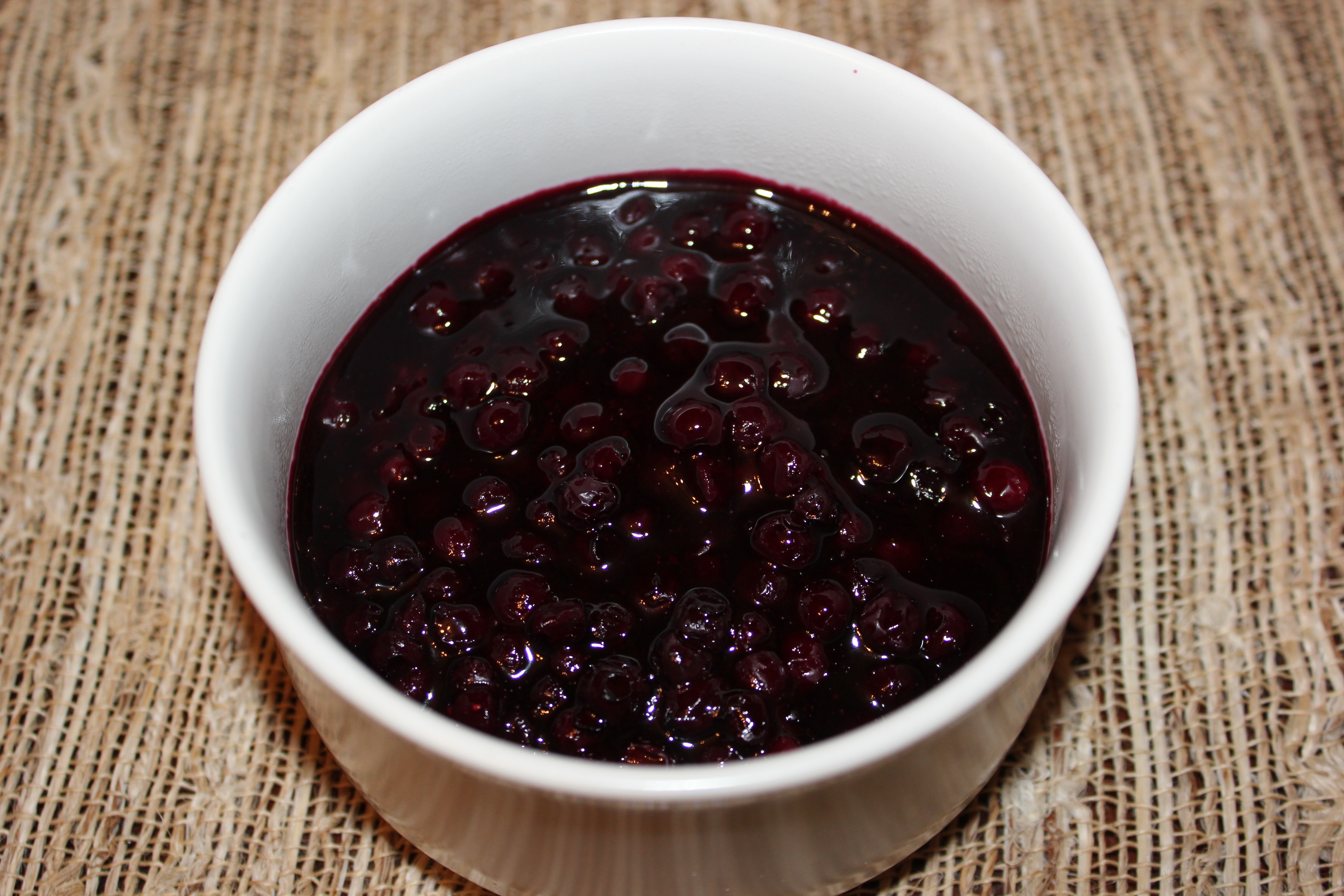
صلصة التوت البري.
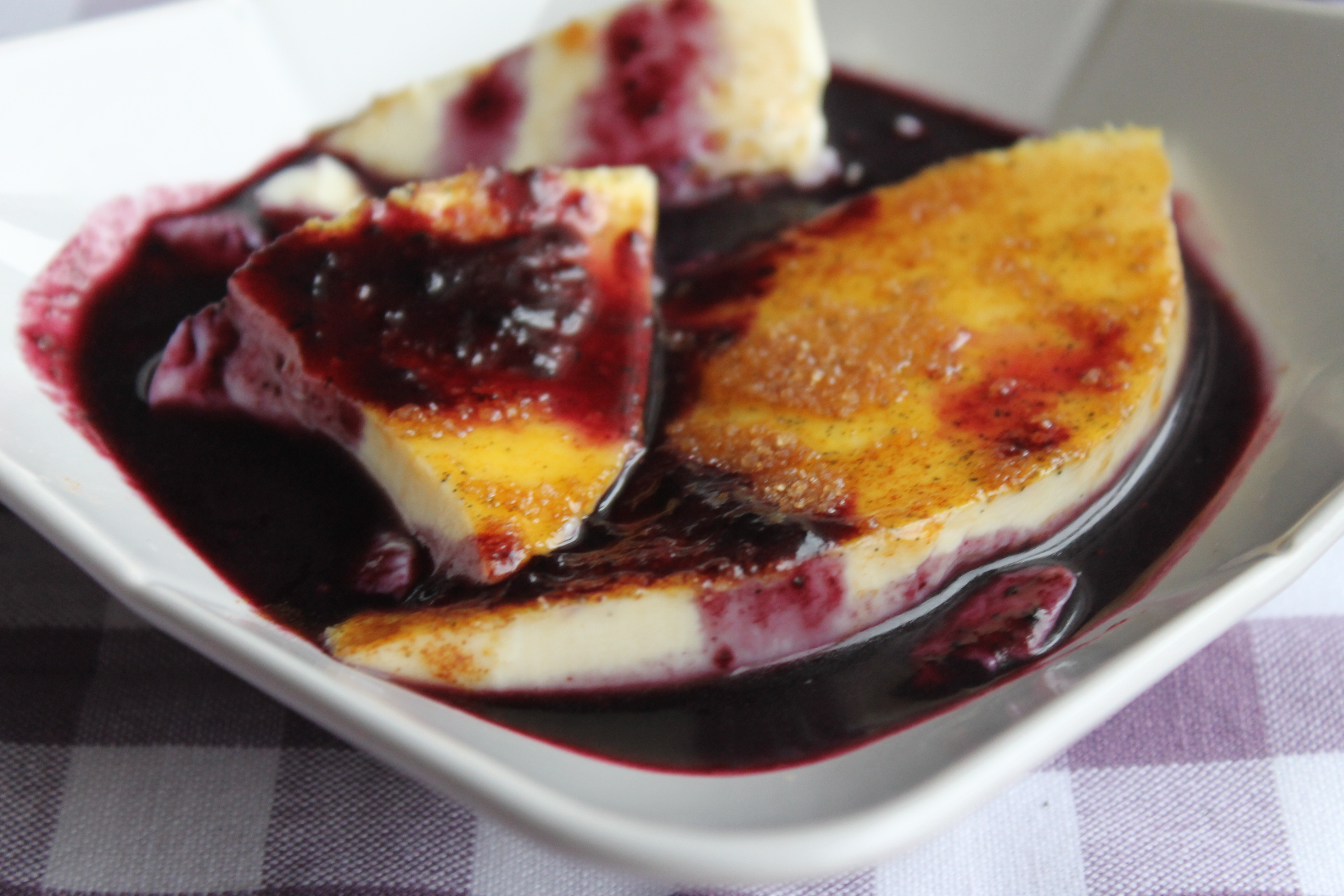
حلوى اللبأ، هي حلوى أيسلندية، مع سكر وقرفة وصلصة التوت الأزرق المهروسة,
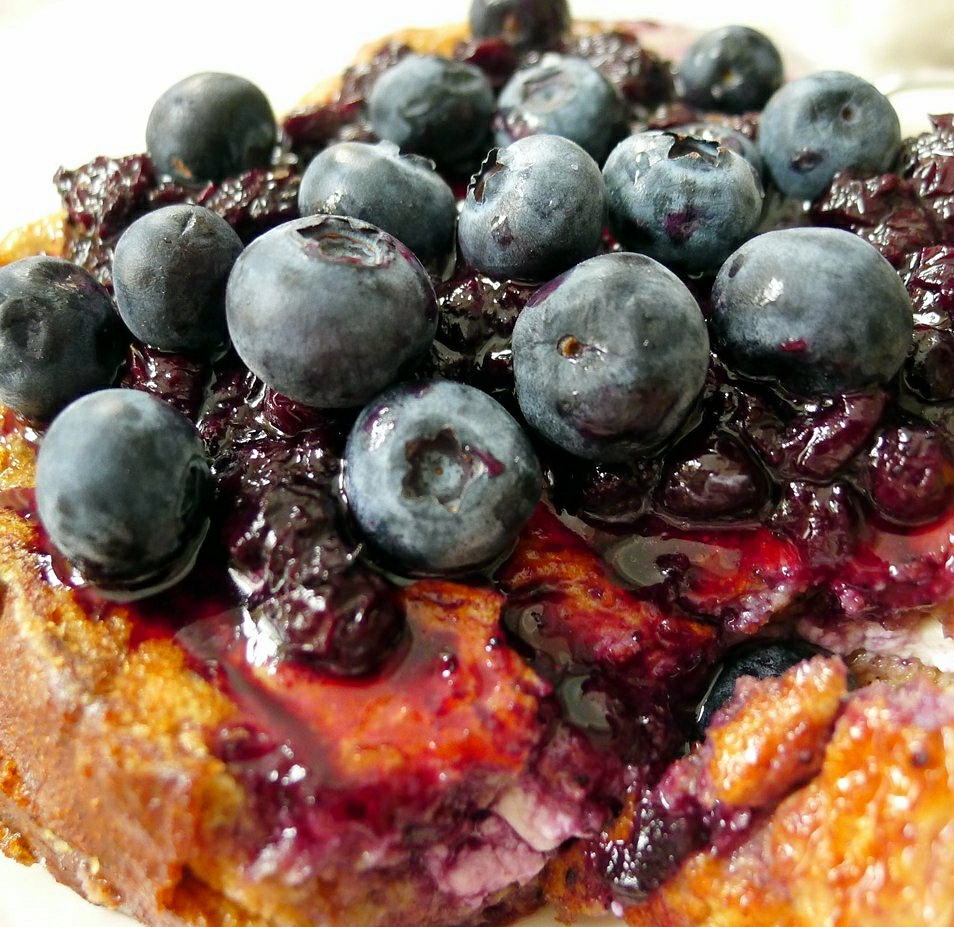
خبز فرنسي محمص محشو بالتوت الأزرق، مع صلصة التوت البري على الوجه. وحبات من التوت الطازج.
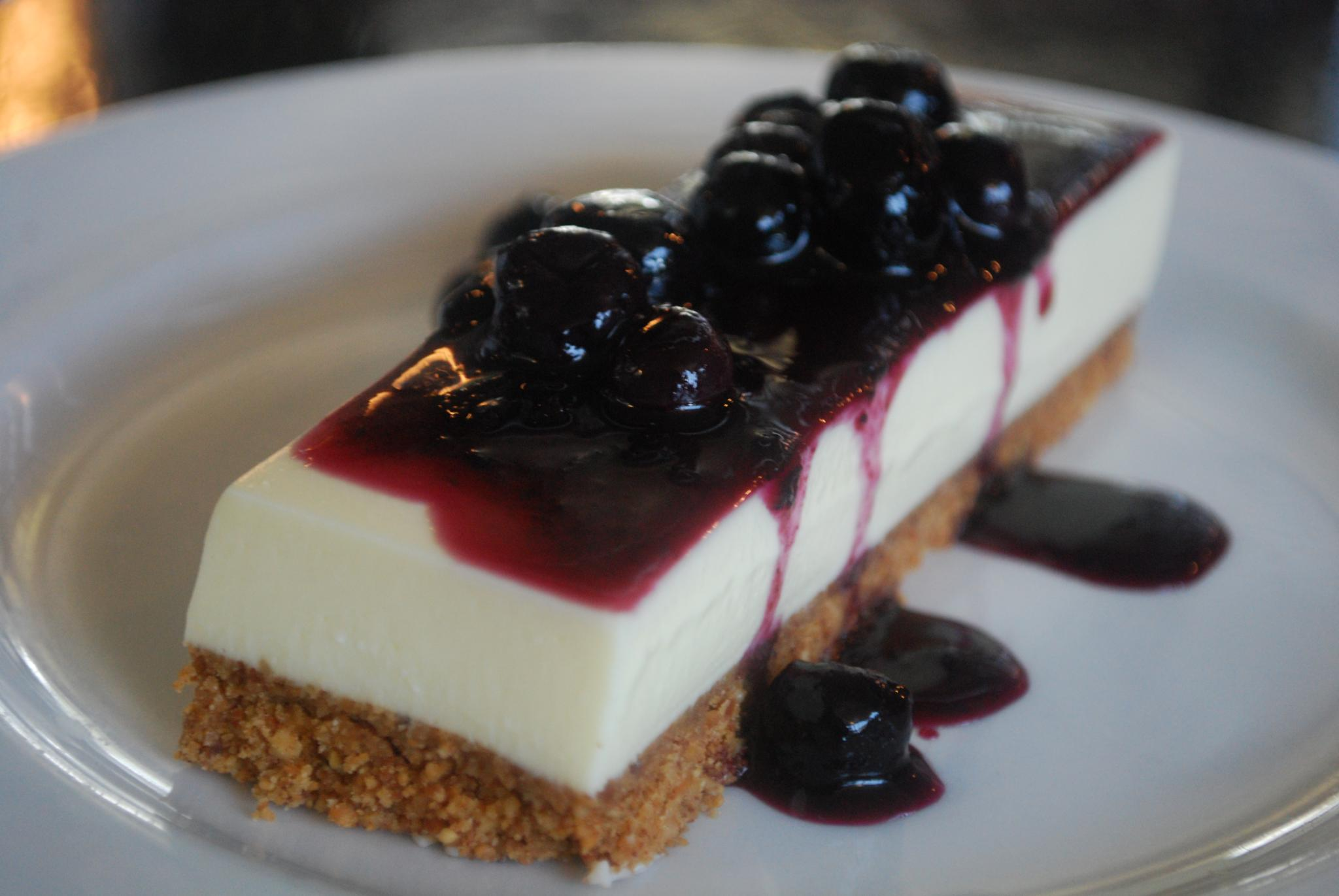
تشيزكيك مع صلصة التوت الأزرق على الوجه.
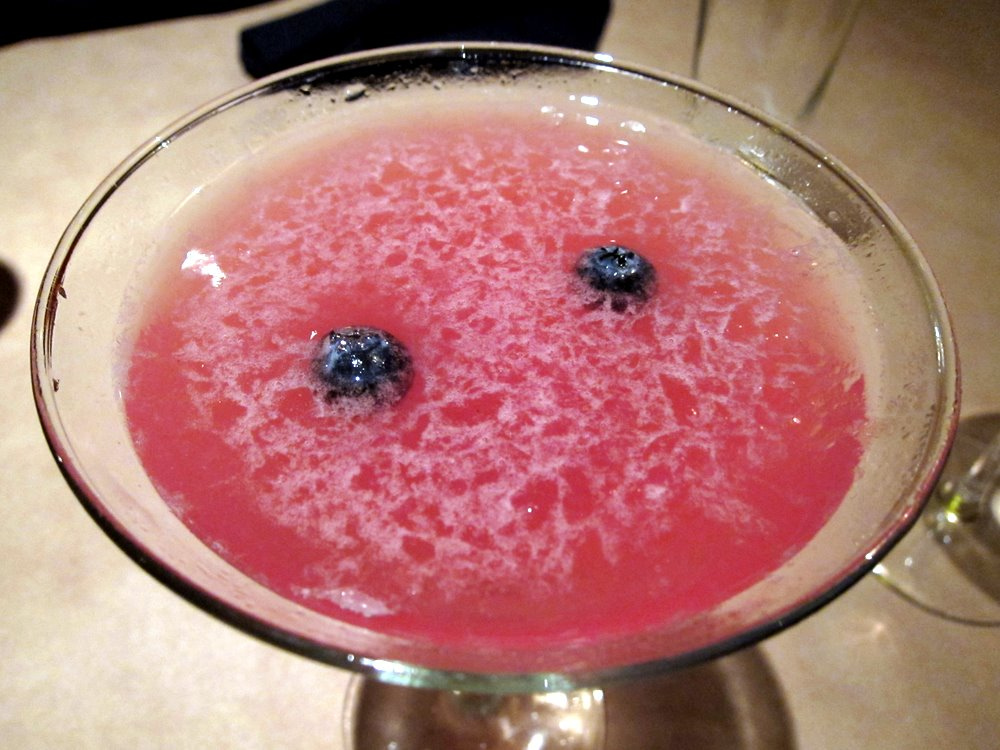
مارتيني التوت الأزرق.